# Carlos Alberto Franco França
Carlos Alberto Franco França (Goiânia, 18 de abril de 1964) es un diplomático brasileño. Fue Ministro de Relaciones Exteriores de Brasil desde el 31 de marzo de 2021 hasta el 31 de diciembre de 2022.